# Ilha Russell
Ilha Russell (em inglês:Russell Island) é uma ilha desabitada no Arquipélago ártico canadense na região de Chiquiktaruk de Nunavut, Canadá. Ele está localizado no estreito de Parry, separado da extremidade norte da Ilha do Príncipe de Gales pelo canal de Bahrain. O terço ocidental da ilha é separado dos outros dois terços por um lago estreito e seu estuário. Na extremidade norte do lago, existe um istmo de apenas 1,1 km (0,68 milhas) de largura, que conecta as duas partes da ilha. Com uma área total de 940 quilômetros quadrados (360 milhas quadradas), é a maior ilha fora da Ilha do Príncipe de Gales. Com uma área total de 940 km2 (360 sq mi), é a maior ilha ao largo da Ilha do Príncipe de Gales.
William Edward Parry foi o primeiro europeu a ver a ilha em 1819.
Outra ilha Russell, muito menor, está localizada na ponta noroeste da Ilha de Devon. O terceiro está localizado nas ilhas West Fox, no estreito de Hudson a sudoeste da ilha de Arek.